# Wilzenberg-Hußweiler
Wilzenberg-Hußweiler är en kommun i Landkreis Birkenfeld i förbundslandet Rheinland-Pfalz i Tyskland. I kommunen finns ortsdelarna Hußweiler och Wilzenberg.
Kommunen ingår i kommunalförbundet Verbandsgemeinde Birkenfeld tillsammans med ytterligare 30 kommuner.